# Tüki
Tüki är en ort i Estland. Den ligger i Tähtvere kommun och landskapet Tartumaa, i den södra delen av landet, 160 km sydost om huvudstaden Tallinn. Tüki ligger 39 meter över havet och antalet invånare är 175.
Terrängen runt Tüki är platt. Runt Tüki är det ganska glesbefolkat, med 45 invånare per kvadratkilometer. Närmaste större samhälle är Dorpat, 9,1 km öster om Tüki. Trakten runt Tüki består till största delen av jordbruksmark.